# Piapot n.º 110
Piapot n.º 110 es un municipio rural canadiense situado en la provincia de Saskatchewan.

## Superficie
Piapot n.º 110 tiene una superficie de 1942,87 km².

## Demografía
En 2021, tenía 280 habitantes, una densidad poblacional de 0,1 hab./km², y 145 viviendas.